# 李玉 (中将)
李玉（1943年—），陕西省延长县人，中国人民解放军中将。 
1997年11月，担任中国人民解放军总参谋部办公厅主任。2002年，授予中国人民解放军中将，曾任总参谋长助理。 